# Demonax kalabi
Demonax kalabi là một loài bọ cánh cứng trong họ Cerambycidae.